# Prosopocera regia
Prosopocera regia là một loài bọ cánh cứng trong họ Cerambycidae.